# Cantó de Cucet Nord
El cantó de Cusset Nord és una antiga divisió administrativa francesa del departament de l'Alier, situat al districte de Vichy. Té 3 municipis i part del de Cusset. Va desaparèixer el 2015.

## Municipis
- Bost
- Creuzier-le-Neuf
- Creuzier-le-Vieux
- Cusset

## Història
| Data d'elecció                           | Identitat        | Partit        | Qualitat |
| ---------------------------------------- | ---------------- | ------------- | -------- |
| 1979-1985                                | Fernand Fayet    | Divers gauche |          |
| 1952-1979                                | Gabriel Péronnet | UDF           |          |
| 1979-2013                                | René Bardet      | PCF           |          |
| 2013-2015                                | Magali Dubreuil  | EELV          |          |
| les dades anteriors no són pas conegudes |                  |               |          |
|                                          |                  |               |          |

## Demografia
| 1962 | 1968 | 1975 | 1982 | 1990   | 1999   | 2007   |
| ---- | ---- | ---- | ---- | ------ | ------ | ------ |
| -    | -    | -    | -    | 13.322 | 13.196 | 13.286 |